# 鄂圖曼-德國同盟
鄂圖曼–德國同盟是德意志帝國和鄂圖曼土耳其帝國於1914年8月2日，第一次世界大戰剛爆發沒有不久所組成之同盟。其目的是為了加強現代化薄弱的鄂圖曼土耳其帝國軍隊，並為德國提供進入鄰近英國殖民地的安全通道，以達到兩國的目的。

## 背景
在第一次世界大戰的前夕，鄂圖曼帝國是幾乎呈現近乎解體的狀態。由於時常發生的連續戰爭，鄂圖曼帝國喪失了許多的領土，不僅如此，它的經濟狀況也是一團糟，它的臣民士氣也十分低落且疲憊不堪。鄂圖曼帝國需要足夠的時間來恢復元氣和進行改革，但它已經沒有時間，因為整個世界走向世界大戰已是遲早的事情。在義土戰爭和巴爾幹戰爭後，帝國的資源已經被徹底消耗殆盡。由於鄂圖曼帝國無法在第一次世界大戰保持中立，並專注於恢復元氣，帝國不得不在同盟國與協約國之間選邊站，然而，該帝國的武器、機械的數量並不足，而其也缺乏可購買新武器的足夠財力。樸特的唯一選擇是與一個歐洲大國建立聯盟，至於對方國家是誰已經不再重要。正如內政部長塔拉特帕夏 (Talat Pasha ) 在其回憶錄中所寫道：“土耳其必須加入其中一個陣營，這樣它才能組織國內行政、加強和維持其商業和工業，並擴建鐵路，簡而言之，我們加入那個陣營的唯一理由，便是為了確保這個帝國的存在，並且延續之。” 

### 與聯盟的談判
大多數歐洲列強對與已經病入膏肓的鄂圖曼土耳其帝國結盟並不感興趣。早在北非意土戰爭開始時，大維齊爾薩伊德·哈里姆帕夏就表達了政府的願望，並要求帝國的大使們了解歐洲各國首都是否對與帝國結盟有任何的興趣。不過到最後，只有俄羅斯有那麼一點興趣，但條件是鄂圖曼地須成為俄羅斯的保護國之一。與法國結盟是不可能的：因為法國的主要盟友就是俄羅斯，而前者自1828年戰爭以來就是鄂圖曼帝國的敵人。英國則拒絕了鄂圖曼帝國的請求。
鄂圖曼帝國蘇丹穆罕默德五世特別希望帝國保持一個中立的國家。然而，他更像是一個傀儡，因為它並沒有控制政府的十全。來自穆罕默德的一些高級顧問的壓力，導致日後帝國與德國和同盟國結盟。
而自1890年以來，德國一直懷有帝國野心。然而，德國的帝國野心並沒有取得成果，到1909年，很明顯地，德國人不會在海上軍備競賽中獲勝。即使其擁有技術上的優勢，德國的能源基礎設施也無法支持遠洋型戰艦。德國相對於其他歐洲殖民大國來說實力較弱，因此他便尋求與鄂圖曼帝國建立戰略聯盟。在巴格達鐵路將有助於推動德國的帝國野心，包括讓德國人在安納托利亞定居，並給予德國的軍隊在運送至波斯灣，甚至於英屬印度時，具有更大的靈活性。
然，要實施這個計畫的同時，德國需要鄂圖曼帝國站在它這一邊。自1889年，在第一次世界大戰發生前，蘇丹同意該計劃以來，東方快車已經直接運行到君士坦丁堡，並且在德國主持下，該鐵路得以通過安納托利亞，並一直到巴格達。這將加強鄂圖曼帝國與已進入工業時代歐洲的聯繫，並使德國更容易進入其非洲殖民地和印度的貿易市場。為了防止鄂圖曼帝國加入三國協約，德國鼓勵羅馬尼亞和保加利亞加入同盟國。

## 與德國的公約
在1914年8月2日時，鄂圖曼帝國和德意志帝國簽訂了一個秘密條約，鄂圖曼土耳其人要在德國對俄國宣戰後一天加入戰爭。該聯盟於8 月2日得到許多鄂圖曼帝國的高級官員的批准，包括大維齊爾薩伊德·哈里姆帕夏、戰爭部長恩維爾帕夏、內政部長塔拉特帕夏和議長哈利爾貝伊。 奧匈帝國則於8月5日加入了該條約。
然而，並不是所有的鄂圖曼政府成員都接受了這個聯盟。蘇丹穆罕默德五世沒有簽名，他有統帥軍隊的權利，但也只是名義上而已。三帕夏的第三位成員：傑馬爾帕夏也沒有簽署該條約，因為他曾試圖與法國結盟。
柏林當局對鄂圖曼帝國的遲疑不定感到惱火，但它還是提供了兩艘戰艦和一大筆戰爭貸款給後者。1914年10月29日，鄂圖曼帝國的艦隊在奉恩維爾帕夏的命令，轟炸了俄羅斯港口後隨即加入戰爭。
1915年1月22日，鄂圖曼帝國和德國之間簽署了一個更廣泛的聯盟，而該聯盟預計將持續到1920年。1916年9月28日，他們又簽署了關乎反單獨和平的條約。1917年10月，他們修訂了1915年的條約，以便加強兩帝國之間的軍事合作。1916年3月21日，奧匈帝國加入了該聯盟。

## 外部連結
- 同盟國 (第一次世界大戰)
- 德意志帝國
- 奥斯曼帝国
- 東方快車
- 格本號和布雷斯勞號攔截戰
- 鄂圖曼–保加利亞同盟（英语：Ottoman–Bulgarian alliance）